# Van Hool AU138
Le Van Hool AU138 est un autobus produit par la marque belge Van Hool de 1981 à 1987 avant d'être remplacé par le Van Hool A508.

## Historique
Peu de temps après la présentation du Van Hool A120, commence l'élaboration d'un nouveau concept. Van Hool venant de mettre au point le bus articulé AG280, dont le moteur est positionné sous le plancher entre les essieux. Cet arrangement est repris pour le modèle AU138, améliorant la tenue de route et réduisant l'empattement, dégageant au passage la plate-forme arrière qui peut servir à débarquer les voyageurs. Par rapport aux A120 et AG280, la face avant est plus verticale et le pare-brise diffère.
Le châssis du Van Hool AU138 sera réutilisé pour la mise au point de son remplacement, le prototype AM500 rebaptisé A508 et produit en série avec quelques modifications ; la carrosserie de ces autobus de nouvelle génération est inspirée des A280 et ne comporte plus que deux portes alors que les AU138 de la SNCV en comportaient trois.

## Caractéristiques
Dans le développement d'un nouveau véhicule articulé, le moteur est placé sur le sol, entre les deux essieux. Le même principe peut également être utilisé dans le développement d'un nouveau midibus. Ceci est suggéré au cours de 1980 et a été présenté sous le nom d'AU138. Le moteur est du type MAN mais pouvait également être remplacé par des moteurs Cummins ou Renault.
Accélération
- 0 à 30 km/h en 7,8 s
- 0 à 55 km/h en 23,9 s

## Commercialisation
Le modèle connut un grand succès en France. Il est le successeur du Van Hool Fiat 314/3, un midibus (étage élevé) vendu entre 1974 et 1976.
Sur le plan national, seuls trois exemplaires sont vendus aux Chemins de fer vicinaux (SNCV). Immatriculés 5556-5558, ils sont commencent leur carrière à Bruges aux côtés d'une série de midibus Jonckheere. Ces AU138 changent fréquemment d'affectation, roulant par exemple entre Ath et Enghien, à Ménin, Hasselt, Charleroi et passant du temps en réserve. À la scission de la SNCV, ils sont transférés à De Lijn et rapidement repeints ; utilisés à Bruges, Ménin et Anvers, ils sont radiés en 1994 sauf le 5556 qui sert de véhicule d'information "infobus" jusqu'en 2002. À la différence des exemplaires français, cette série de bus SNCV disposait de trois portes.